# Aquifoliales
Aquifoliales Senft è un ordine di piante angiosperme appartenente al clade Campanulidi.

## Tassonomia
L'ordine comprende le seguenti famiglie:
- Aquifoliaceae Bercht. & J.Presl
- Cardiopteridaceae Blume
- Helwingiaceae Decne.
- Phyllonomaceae Small
- Stemonuraceae Kårehed

Il Sistema Cronquist, che non comtemplava questo raggruppamento, assegnava Aquifoliaceae e Cardiopteridaceae all'ordine Celastrales.